# Jeux d'adultes (film, 1992)
Pour les articles homonymes, voir Jeux d'adultes.
Pour plus de détails, voir Fiche technique et Distribution.
Jeux d'adultes (Consenting Adults) est un film américain réalisé par Alan J. Pakula et sorti en 1992.
Le film suit Richard Parker (Kline), compositeur de jingles qui mène, avec sa femme Priscilla (Mastrantonio) et leur grande fille Lori, une vie paisible dans une zone cossue d’une ville américaine. Leurs nouveaux voisins sont les Otis, Eddy (Spacey) et Kay (Miller). Les deux couples deviennent amis.

## Synopsis
Richard Parker (Kline), compositeur de jingles mène, avec sa femme Priscilla (Mastrantonio) et leur grande fille Lori, une vie paisible dans une zone cossue d’une ville américaine. Leurs nouveaux voisins sont les Otis, Eddy (Spacey) et Kay (Miller). Les deux couples deviennent amis.
Kay chante volontiers le blues, avec un talent discret qui attire l'attention de Richard. Eddy fait remarquer à Richard sa vie tranquille. Eddy, lui, aime les risques et l'excitation qu'ils procurent. On le devine aussi peu scrupuleux quand, après avoir été heurté par la voiture de Richard, il montre aux Parker que l'impact de ses blessures ne sont que simulés par lui,
pour fraude à l'assurance (en),
qu'il obtient ce « dédommagement », et en offre la plus grosse part aux Parker. Les deux couples font, entre eux quatre, une partie amicale de softball. Ensuite chaque épouse rentre chez elle, tandis qu'Eddy et Richard se parlent. 
Eddy incite Richard à prendre des risques « pour le plaisir »; pax exemple, ils pourraient échanger leurs compagnes pour ce soir, chacun faisant l'amour avec la femme de l'autre, à l'insu de chacune. Richard s'y laisse pousser et monte dans la maison des Otis pour rejoindre Kay, qui, se dira-t-il plus tard en rentrant chez lui, ne s'est pas rendu compte de la substitution.
Le lendemain matin, Kay est trouvée morte, sous les coups d'une batte de sport.
Tout dans l'enquête indique que c'est Richard qui l'a tuée: le corps
porte des traces de son sperme, et la batte porte ses empreintes digitales. Un témoin confirme l'alibi d'Eddy : il était bien loin de chez lui cette nuit-là. 
Priscilla fait libérer Richard sous caution, quelques jours avant le jugement pour meurtre. Mais elle ne lui pardonne pas son infidélité, demande, et obtient rapidement le divorce. Elle et Lori, qu'elle veut préserver, vivront désormais avec Eddy.
Richard est libre mais désespéré. Il trouve un peu de réconfort en entendant à la radio la voix de Kay, qui y chante du blues sur scène. Il se rend compte qu'elle est vivante. Il rencontre David Duttonville (Forrest Whitaker), qui enquête pour le compte de l'assureur des Otis, à qui Eddy réclame 1,5 million de dollars. David et Richard parviennent à trouver où est Kay. Ils comprennent que c'est une autre femme, qui ressemblait à Kay; qu'Eddy a mise dans son lit puis tuée à coups de batte. 
Richard monte voir Kay: d'abord volontaire dans cette fraude à l'assurance, elle a très peur d’être mise en cause si elle vient à témoigner et à montrer les méfaits d'Eddy. Ce dernier la retrouve, et il finit par la tuer réellement, en faisant, une fois de plus, croire que Richard est le coupable. Il s'échappe. Les sirènes de la police retentissent quand Richard fuit les lieux de ce nouveau crime. Dans les vêtements de son nouveau compagnon, Priscilla découvre un billet d'avion utilisé la nuit du deuxième meurtre. Elle comprend qu’Eddy est le meurtrier mais ne sait quoi faire. Eddy est en train de tenter de l'assassiner elle aussi, quand Richard entre dans la maison. Dans la bagarre entre eux trois, Richard et Priscilla finissent par tuer Eddy avec la batte de baseball.
Les derniers plans du film les montrent alors qu'ils emménagent dans une nouvelle maison, complètement isolée, loin de tout voisin potentiel.

## Fiche technique
- Titre : Jeux d'adultes
- Titre original : Consenting Adults
- Réalisation : Alan J. Pakula
- Genre : Drame, Thriller
- Pays de production :  États-Unis
- Dates de sortie en salles :
  - États-Unis : 16 octobre 1992
  - France : 27 janvier 1993

## Distribution
- Kevin Kline (VF : Joël Martineau ; VQ : Daniel Picard) : Richard Parker
- Mary Elizabeth Mastrantonio (VF : Emmanuèle Bondeville ; VQ : Geneviève De Rocray) : Priscilla Parker
- Kevin Spacey (VF : Edgar Givry ; VQ : Jean-Luc Montminy) : Eddy Otis
- Rebecca Miller (VQ : Hélène Mondoux) : Kay Otis
- Forest Whitaker (VF : Emmanuel Jacomy ; VQ : Éric Gaudry) : David Buttonville
- E. G. Marshall (VF: Jacques Deschamps ; VQ : Yves Massicotte) : George Gutton
- Kimberly McCullough (en) (VQ : Violette Chauveau) : Lori Parker
- Benjamin Hendrickson (VF : Patrick Floersheim) : Jimmy Schwartz
- Edward Seamon (VF : René Bériard) : l'employé de l'hôtel Scoville